# Nøddebo Præstegård
Nøddebo Præstegård är en dansk julfilm från 1934 i regi av George Schnéevoigt. I huvudrollerna ses Johannes Meyer och Karin Nellemose. Det gjordes en nyinspelning av filmen 1974. Historien kretsar kring tre studenters juläventyr i Nøddebo på 1860-talet. Manuskriptet är en bearbetning av Elith Reumerts dramatisering av Henrik Scharlings bok Vid nyårstiden i Nöddebo prästgård (Ved nytaarstid i Nøddebo præstegaard, 1862).

## Rollista i urval
- Hans Egede Budtz - Christopher
- Karen Caspersen - Maldrubine Keldborg
- Rasmus Christiansen - Lars
- Maria Garland - Fru Ovesen
- Paul Holck-Hofmann - lärare Ovesen
- Kai Holm - Peter Keldborg
- Pouel Kern - Henrik
- Hans Kurt - Nicolai
- Schiøler Linck - Keldborg
- Johannes Meyer - Hans Blicher
- Karin Nellemose - Andrea Margrethe
- Emilie Nielsen - tjänsteflicka vid julgranen
- Karen Poulsen - Sidse
- Charles Tharnæs - Frederik
- Katy Valentin - Emmy Blicher